# Valea Cireșului, Teleorman
Valea Cireșului este un sat în comuna Botoroaga din județul Teleorman, Muntenia, România. Se află în partea de est a județului, în Câmpia Găvanu-Burdea, pe valea pârâului omonim. La recensământul din 2002 avea o populație de 1.965 locuitori.